# Brian Lansburgh
Brian Ward Lansburgh (* 28. Januar 1946 in Los Angeles) ist ein US-amerikanischer Filmproduzent, Kameramann und Autor, der 1976 für einen Oscar nominiert war.

## Biografie
Lansburgh, der das Tailwheeler’s Journal gründete, war zuvor Manager und Pilot von „Sunriver Soaring“ und leitete eine Zeitlang den Sunriver Airport in Oregon. Zuvor war er Pilot bei L3 Wescam. Während vierzehn Jahren als Comedy-Stunt-Pilot im Flugshow-Geschäft hat er seine Flugfähigkeiten laufend verbessert. Während dieser Zeit trat er in den USA und Kanada als „Krashbern T. Throttlebottom“ auf. Zusammen mit seinem Kumpel Ace, dem Wunderhund, und einer Truppe ausgebildeter Enten revolutionierte er die Airshow-Komödie.
Von Lansburgh stammen die Bücher Don’t Call Me “Dude”! und Airshow Pilot. Lansburghs Mutter Jane Martin-Lansburgh war Drehbuchautorin, sein Vater Larry Filmregisseur und Produzent und vor allem für seine Dokumentarfilme mit Tieren bekannt.
In dem dramatischen Familien-Abenteuerfilm Runaway on Rogue River arbeitete Brian Lansburgh erstmals mit seinem Vater Larry zusammen. Gemeinsam schrieben sie das Drehbuch, sein Vater führte zudem Regie. Der Film dreht sich um Zirkuselefanten. Der von den Lansburghs 1976 produzierte Kurzfilm Dawn Flight, in dem es um den Piloten eines Segelflugzeuges geht, der von einem mysteriösen Superpiloten herausgefordert wird, war im selben Jahr für einen Oscar nominiert. In dem Familienfilm Ugly Benny von 2014 wirkte Lansburgh in der zusätzlich angeheuerten Crew als Pilot mit.

## Filmografie (Auswahl)
- 1974: Runaway on Rogue River (Fernsehfilm; Autor)
- 1976: Dawn Flight (Kurzfilm; Produzent, Regieassistent, Kameramann)
- 2014: Ugly Benny (Pilot innerhalb der zusätzlichen Crew)

## Auszeichnung
Oscarverleihung 1976
- Oscarnominierung für Lawrence M. „Larry“ und Brian Lansburgh für und mit ihrem Film Dawn Flight in der Kategorie „Bester Kurzfilm“. Der Oscar ging jedoch an Bert Salzman und sein Kurzfilmdrama Angel and Big Joe. Im Film befindet sich Angel, der älteste Sohn einer puerto-ricanischen Familie, im Zwiespalt, ob er bei Big Joe, mit dem er sich angefreundet hat, bleiben oder zusammen mit seiner Familie dem Ruf seines Vaters folgen soll.